# Couvent de Germershausen

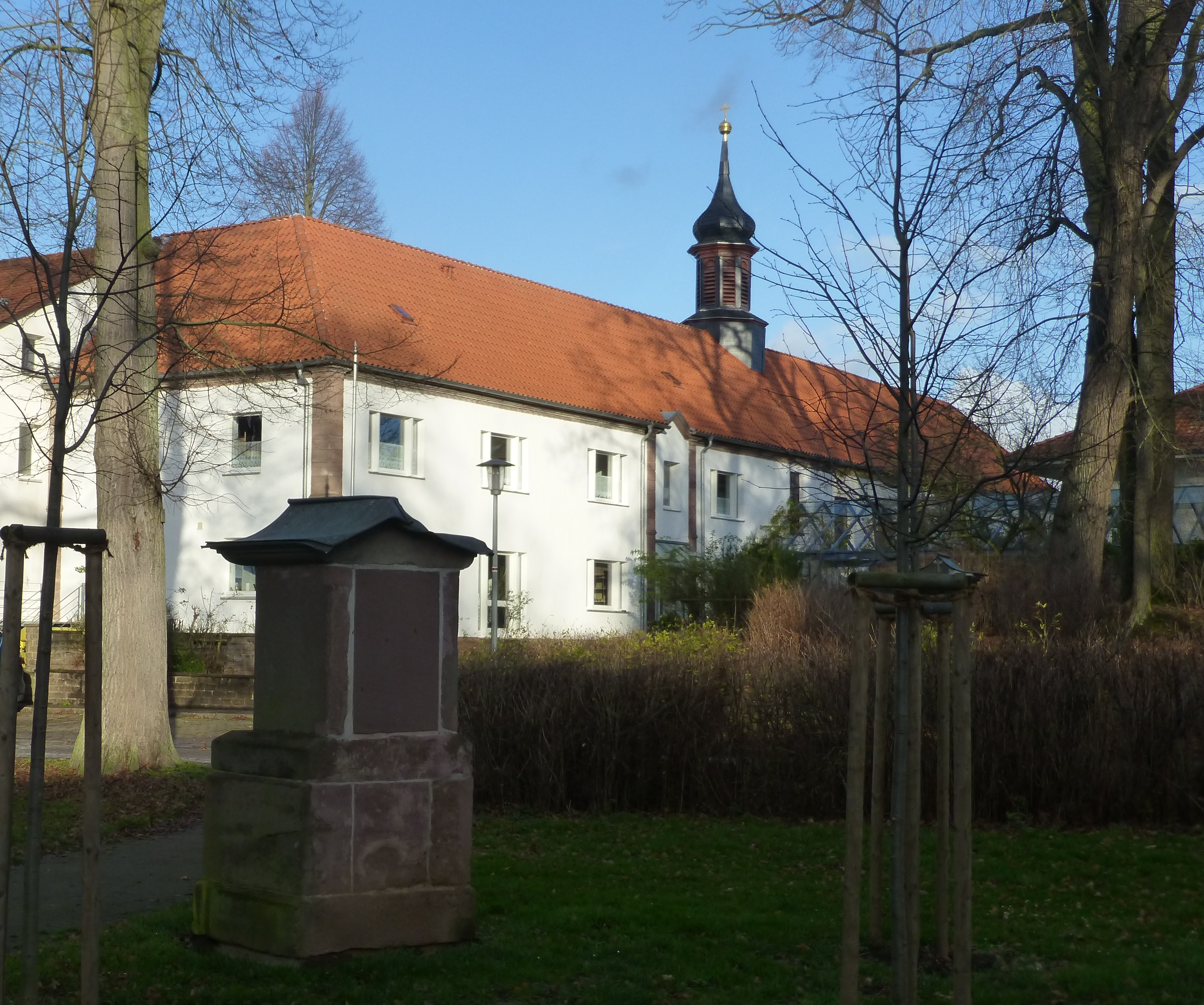
Couvent de Germershausen.

Le couvent de Germershausen (Augustinerkloster Germershausen) est un ancien couvent de chanoines réguliers de saint Augustin situé en Allemagne dans le village de Germershausen (arrondissement de Göttingen) dans le sud de la Basse-Saxe.

## Histoire
Le couvent des augustins est fondé à Germershausen en 1864. Il possède une chapelle et un jardin monastique. En plus de s'occuper du pèlerinage de Germershausen (après le départ des 
capucins), les augustins prennent en charge l'éducation scolaire des garçons du nord de l'Eichsfeld. Il s'occupent de leurs premiers écoliers en 1888 et ouvrent leur école conventuelle en 1905. En raison de l'augmentation du nombre des élèves, l'école est agrandie en 1929. Le frère Alfons Brümmer (1874-1948), fameux obtenteur de roses (dont le célèbre cultivar 'Maria Lisa') y a vécu.

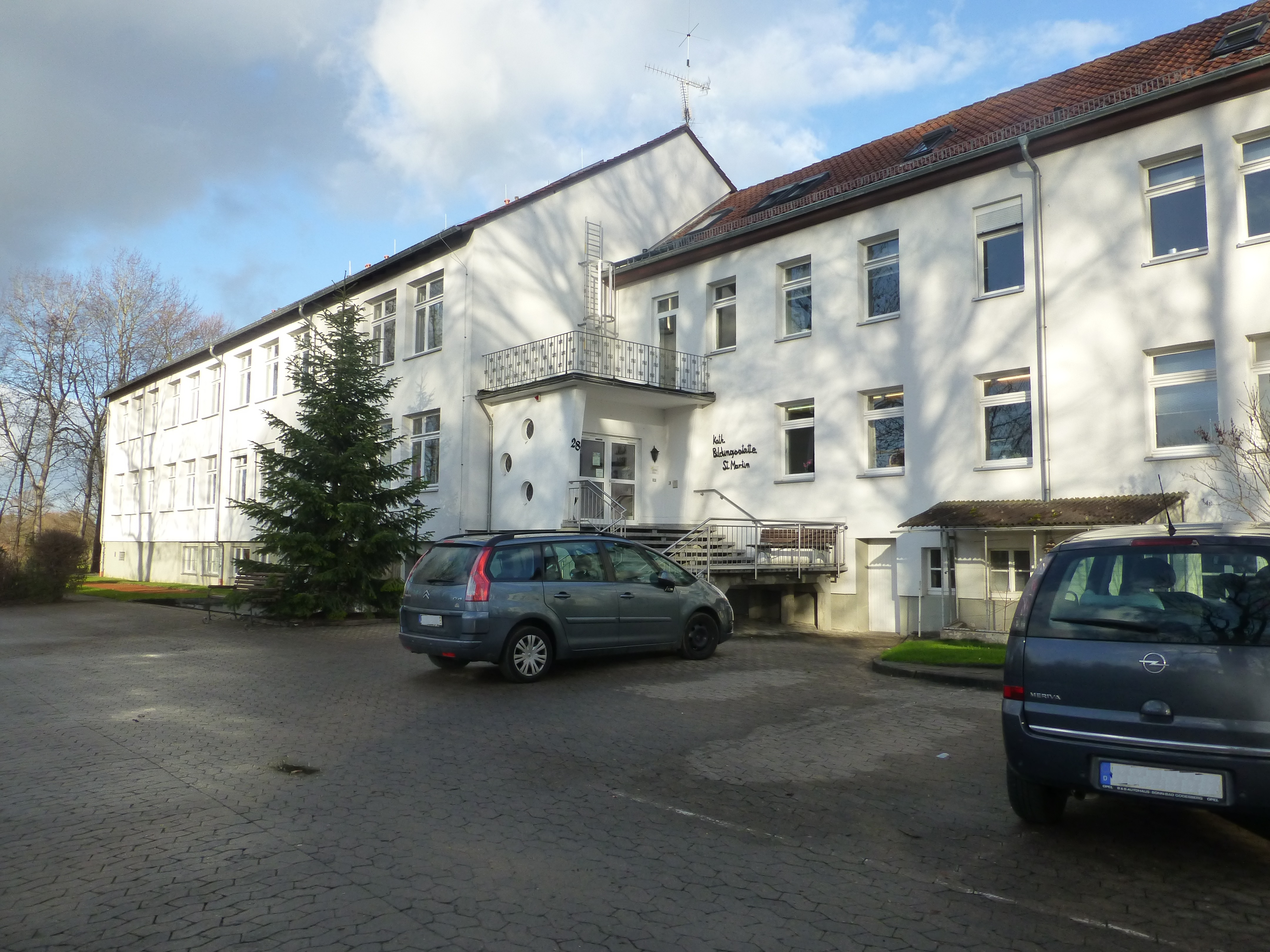
Ancienne école.

Les changements sociétaux et la crise du catholicisme provoquent la fermeture de l'école conventuelle en 1970. En 1972, l'ancienne école devient l'établissement St. Martin, proposant des cours de formation aux familles et des camps de vacances pour les enfants. En 1995, un nouveau bâtiment est érigé dans le jardin du couvent. Des travaux de rénovation ont lieu entre 2000 et 2010. Les augustins confient la gestion de l'établissement à des laïcs en 2010.
Les derniers augustins quittent le couvent en 2019 qui est fermé. Son utilisation future est inconnue.